# Red Dress
Red Dress – trzeci singiel grupy Sugababes z ich czwartego albumu Taller in More Ways. Jest to także pierwszy singiel nagrany z udziałem nowej wokalistki zespołu, Amelle Berrabah.

## Lista utworów
Standard
1. Red Dress (Radio Edit) – 03:37
2. I Bet You Look Good On The Dancefloor (Arctic Babes Mix) – 02:47

Maxi Singel
1. Red Dress [Radio Edit] – 03:36
2. Red Dress [Cagedbaby Remix] – 05:07
3. Red Dress [Dennis Christopher Vocal Mix] – 7.16
4. Red Dress – Video – 3.36

12" Vinyl SP
1. Red Dress [Cagedbaby Remix] – 05:07
2. Red Dress [Dennis Christopher's More Energy Dub] – 07:18
3. Obsession [D-Bop Dub] – 07:07

iTunes Special Download
1. Red Dress [Extended Version] – 04:17

Wydanie Australijskie
1. Red Dress (Radio Edit)
2. I Bet You Look Good On The Dancefloor (Arctic Babes mix)
3. Red Dress (Dennis Christopher Vocal Mix)
4. Red Dress (Cagedbaby Remix)
5. Red Dress Video